# Bagbahra
Bagbahra ist eine Stadt im indischen Bundesstaat Chhattisgarh.
Die Stadt ist Teil des Distrikts Mahasamund. Bagbahra hat den Status eines Municipal Council. Die Stadt ist in 15 Wards gegliedert. Sie hatte am Stichtag der Volkszählung 2011 19.529 Einwohner, von denen 9797 Männer und 9732 Frauen waren. Die Alphabetisierungsrate lag 2011 bei 75,9 % und damit leicht über dem nationalen Durchschnitt. Hindus bilden mit einem Anteil von ca. 93 % die Mehrheit der Bevölkerung in der Stadt. Muslime bilden mit einem Anteil von ca. 4 % eine Minderheit.